# Grupa Wilhelma Habsburga

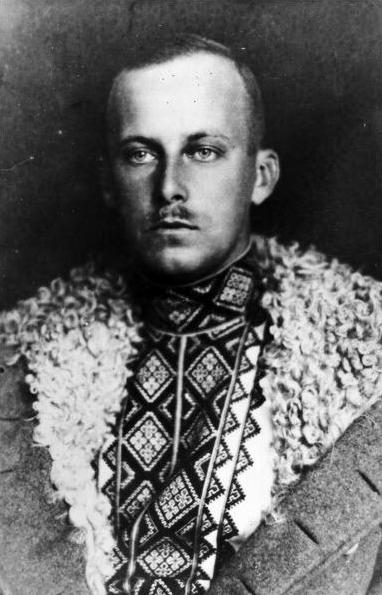
Wilhelm Habsburg (1895-1948)

Grupa Wilhelma Habsburga – grupa wojsk, utworzona przez dowództwo armii austro-węgierskiej na Wołyniu po podpisaniu traktatu brzeskiego, dowodzona przez rtm. Wilhelma Habsburga.

## Historia
Grupa dzięki prawie jednolitemu składowi narodowościowemu miała stanowić zalążek armii ukraińskiej.
Grupa liczyła około 4 tysięcy żołnierzy i oficerów. W jej skład wchodziły:
- Legion Ukraińskich Strzelców Siczowych,
- kompania piechoty węgierskiej,
- II batalion 115 Tarnowskiego pułku piechoty,
- II batalion 203 pułku piechoty,
- 2 baterie artylerii,
- kompania saperów.

Podczas pobytu na Wołyniu jednostka (głównie Kosz USS i Wyszkił USS) prowadziła ożywioną ukraińską działalność kulturalną i oświatową pośród miejscowej ludności, założyła między innymi około 50 ukraińskich szkół.
Dowództwo niemieckie, sądząc błędnie, że grupa jest źródłem antyniemieckiej propagandy, jak również wskutek protestów niemieckich władz okupacyjnych i hetmana Pawła Skoropadskiego, rozwiązało grupę na początku października 1918, kierując Legion USS na Bukowinę.